# Henry E. Steinway

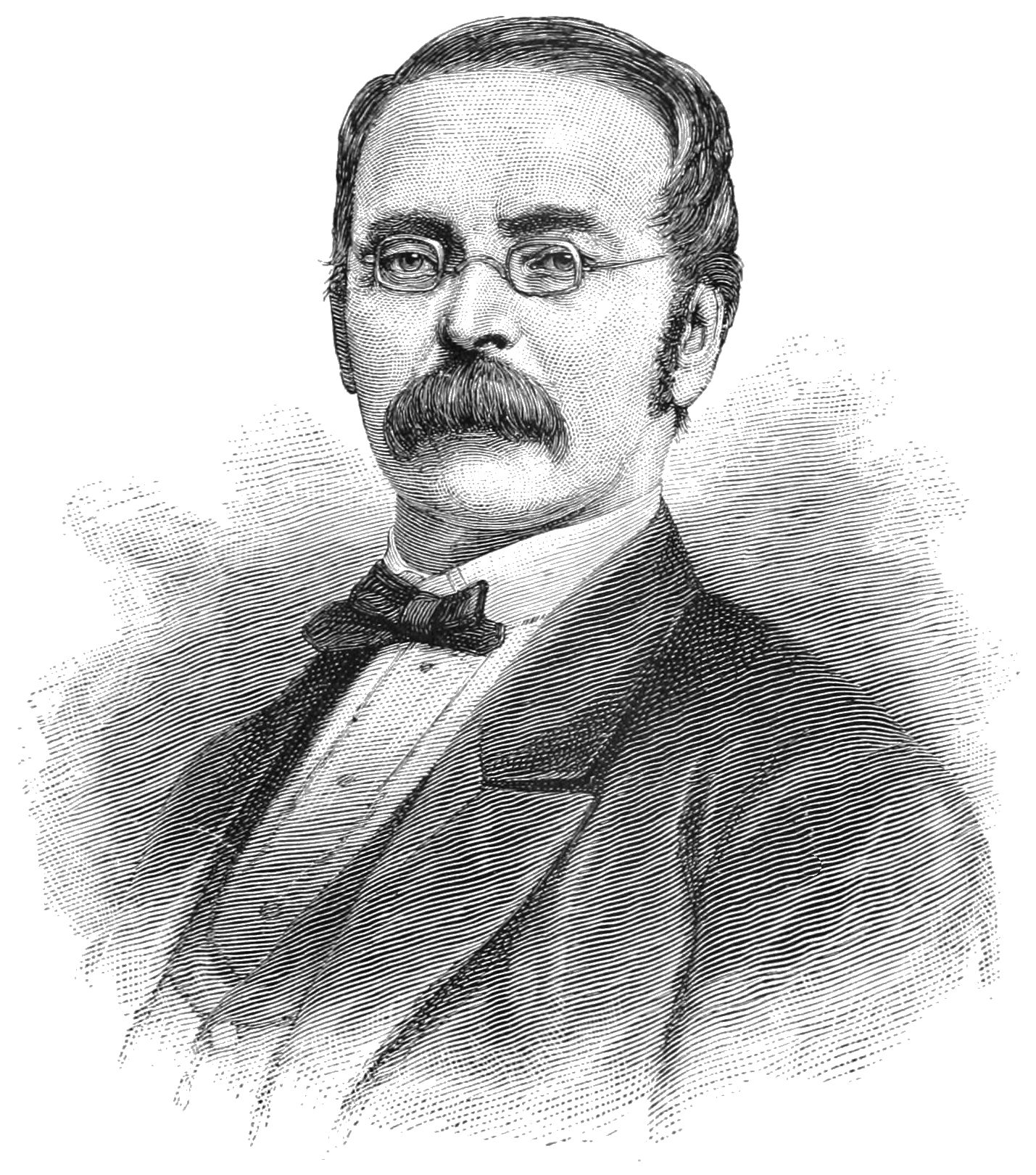
Heinrich Engelhard Steinweg (Henry E. Steinway).

Henry E. Steinway, född Heinrich Engelhard Steinweg 15 februari 1797 i Wolfshagen, Braunschweig, död 7 februari 1871 i New York, var en tysk-amerikansk pianotillverkare. Han grundade pianofirman Steinway & Sons, som fortfarande ägs av hans ättlingar.
Han hann både kämpa i slaget vid Waterloo och driva en pianoverkstad i Seesen, innan han 1849 emigrerade till New York med sina tre söner.
År 1853, samma år som Carl Bechstein och Julius Blüthner öppnade sina pianofabriker, kunde han öppna sin pianoverkstad i New York, och vann snart diverse utmärkelser för olika innovationer. Viktiga bland dessa var bland annat korsvis besträngning (bassträngarna korsar över strängarna för högre toner, vilket gjorde det möjligt att använda längre bassträngar och därmed få bättre klang utan att göra instrumentet längre) samt en förbättrad ram av gjutjärn, som kunde bära spänningen i strängarna utan att ändra form som träramarna ofta gjorde.
Steinway & Sons, Bechstein och Blüthner blev de tre märkena som kom att dominera marknaden för exklusiva pianon det kommande århundradet.

## Fotnoter
1. 1 2  SNAC, SNAC Ark-ID: w64x7mmj, läs online, läst: 9 oktober 2017.[källa från Wikidata]
2. 1 2  Find a Grave, Find A Grave-ID: 3314, läs online, läst: 9 oktober 2017.[källa från Wikidata]
3. ↑  Find a Grave, läs online.[källa från Wikidata]
4. ↑  Gemeinsame Normdatei, läst: 24 juni 2015.[källa från Wikidata]